# Agence nationale de contrôle du logement social
L'Agence nationale de contrôle du logement social (ANCOLS) est un établissement public administratif de l’État. Fondé le 24 mars 2014 par l’article 102 de la loi pour l’accès au logement et un urbanisme rénové (ALUR) pour prendre effet au 1er janvier 2015. Il résulte de la fusion de l’Agence nationale pour la participation des employeurs à l’effort de construction (ANPEEC) et de la Mission interministérielle d’inspection du logement social (Miilos).

## Objectifs
L'ANCOLS répond au besoin d’unifier le contrôle et d’évaluer de manière plus globale l’action de l’ensemble des opérateurs du logement social.
L'Agence a 4 missions principales
- Le contrôle de manière individuelle et thématique sur l’ensemble des acteurs du secteur (les groupes HLM et les groupes constitués autour des Comités interprofessionnels du logement (CIL)[3].
- L' évaluation  de l’efficacité avec laquelle s’acquittent ces acteurs de la mission d’intérêt général qui leur est confiée,
- la gestion des suites données à ces contrôles.
- la production annuelle de données statistiques et financières relatives à la participation des employeurs à l’effort de construction.

## Fonctionnement
L'Agence est placée sous la tutelle des ministres chargés du logement, des finances et de l’économie. Elle est administrée par un conseil d’administration composé de quatre représentants de l’État et de trois personnalités qualifiées. La présidente du conseil d'administration, nommée par décret du 6 juillet 2021 est Martine Latare, conseillère maître à la Cour des comptes, pour un mandat de trois ans. Elle succède à M. Jean Gaeremynck, qui a quitté la présidence de l’agence en avril 2021 après deux mandats successifs.
Le directeur général est nommé par arrêté du ministre de la cohésion des territoires. Pascal Martin-Gousset, ingénieur général des ponts, des eaux et des forêts, est reconduit dans ses fonctions le 12 janvier 2018  (avec effet  au 26 décembre 2017) — son départ à la retraite devant survenir à compter du 1er mars 2020.  Rachel Chane-See-Chu lui succède jusqu’en octobre 2022. Serge Bossini, inspecteur général de l’environnement et du développement durable, est nommé directeur général de l’Ancols par un arrêté du 30 juin 2023, paru au Journal officiel du 12 juillet.

## Rapports d'étude
Étude de l'offre locative du secteur des organismes d'HLM et SEM au regard de la demande de logement social en France métropolitaine (décembre 2016).
Étude des coûts locatifs des logements des organismes HLM et SEM au regard des ressources des locataires en France métropolitaine (décembre 2016)
Étude soutenabilité financière d'une baisse de loyers pour un nombre significatif de logements sociaux situés hors QPV (quartier prioritaire de la politique de la ville) - Simulations globales et études de cas (2016)
Par ailleurs, l'Agence publie un rapport annuel de contrôle.